# Den nautiske stjerne
Den nautiske stjerne er et af nihilismens typiske symboler. Symbolet bæres ofte af punkere, soldater og andre. Stjernen bliver ofte brugt som et tatoveringsmotiv.
| frisurer og hår | Spire Denne artikel om frisurer, hår og kropsudsmykning er en spire som bør udbygges. Du er velkommen til at hjælpe Wikipedia ved at udvide den. |